# Hönsholmen (vid Purunpää, Kimitoön)
Hönsholmen är en ö i Finland. Den ligger i Skärgårdshavet och i kommunen Kimitoön i den ekonomiska regionen  Åboland i landskapet Egentliga Finland, i den sydvästra delen av landet. Ön ligger omkring 51 kilometer söder om Åbo och omkring 140 kilometer väster om Helsingfors.
Öns area är 6,8 hektar och dess största längd är 460 meter i nord-sydlig riktning. Ön höjer sig omkring 15 meter över havsytan. I omgivningarna runt Hönsholmen växer i huvudsak barrskog.